# Ceramică
Ceramica (din greacă κεράμιον Keràmion) este un material obținut prin modelarea și arderea argilelor. Aceeași denumire se dă și artei și tehnicii de fabricare a obiectelor prin modelarea și arderea argilelor, denumită și arta ceramicii, precum și obiectelor de argilă făcute prin omogenizarea amestecului plastic, modelarea, decorarea, smălțuirea, uscarea și arderea lui.
Arta prelucrării lutului este foarte veche. De exemplu, într-o peșteră din provincia Hunan, China, au fost descoperite mai multe piese de ceramică cu o vechime estimată la 17.500 - 18.300 de ani.
Ceramica a fost folosită prima dată acum 26.000 de ani, de vânătorii-culegători din Moravia.
În colecțiile din Muzeul Țăranului Român sunt strânse circa 3000 de piese de ceramică, de o mare diversitate, ca oale folosite la vatră pentru pregătirea alimentelor, chiupuri, ploști și ulcioare, căni, străchini, cancee, cahle și țepe de casă, utilizate în gospodăria țărănească tradițională românească. 
În prezent, din ceramică se fabrică o varietate de produse, de la obiecte sanitare și veselă, până la faianțe și țigle pentru acoperiș, izolatoare electrice, piese tehnice rezistente la temperaturi înalte.